# Панфілово (Ленінськ-Кузнецький округ)
Панфі́лово (рос. Панфилово) — село у складі Ленінськ-Кузнецького округу Кемеровської області, Росія.

## Населення
Населення — 1443 особи (2010; 1532 у 2002).
Національний склад (станом на 2002 рік):
- росіяни — 85 %